# Andy Sheppard
 (juin 2020).
Si vous disposez d'ouvrages ou d'articles de référence ou si vous connaissez des sites web de qualité traitant du thème abordé ici, merci de compléter l'article en donnant les références utiles à sa vérifiabilité et en les liant à la section « Notes et références ».
Andy Sheppard, né le 20 janvier 1957 à Warminster, Wiltshire (Angleterre), est un saxophoniste et compositeur de jazz britannique.

## Biographie
Andy Sheppard nait le 20 janvier 1957 à Warminster. Il ne reçoit aucune éducation musicale académique, et commence à jouer du saxophone à 19 ans, à la fin des années 1970, après avoir écouté un disque de John Coltrane.
Il se fait connaître avec Sphere, un groupe de Salisbury, dans lequel il joue seulement trois semaines après avoir essayé le saxophone. Il se produit dans des bars et des clubs en Grande-Bretagne et en Europe, et apparaît au côté du pianiste Keith Tippett. Toujours membre de Sphere, Sheppard s’installe à Paris et travaille avec les groupes Lumière et Urban Sax.
Il retourne en Grande-Bretagne au milieu des années 1980 et publie son premier album solo, où figurent Randy Brecker et Steve Swallow, qui en est le producteur. Cet album reçoit en 1987 le British Jazz Award dans la catégorie « nouveau talent », suivi en 1988 par le même prix dans la catégorie « meilleur instrumentiste ». En 1987, il rejoint le Living Time Orchestra de George Russell et tourne avec Gil Evans en 1987.
Andy Sheppard est depuis 1988 un membre des différents orchestres de Carla Bley, avec plusieurs disques, en big band : Fleur Carnivore (1988), The Very Big Carla Bley Band (1990), Big Band Theory (1993), The Carla Bley Big Band Goes to Church (1996) Appearing Nightly (2006), ou en formation plus réduite : 4x4 (1999), Looking for America (2002), The Lost Chords (2003) et The Lost Chords find Paolo Fresu (2007).
Il forme un trio avec la pianiste et compositrice Carla Bley et le bassiste Steve Swallow, qui enregistre un premier album Songs with Legs en 1994. SuivrontTrios (2013), Andando el tiempo (2016) et Life Goes On (2020).
Second album solo, Introductions In The Dark, sort en 1989, et se distingue à nouveau aux British Jazz Awards dans les catégories « meilleur album » et « meilleur instrumentiste ». Andy Sheppard fait l'objet de deux documentaires pour la BBC et pour HTV.
Sheppard forme son premier big band, Soft On The Inside Band, en 1990 pour un album homonyme. L’orchestre comprend le batteur Han Bennink, le trompettiste Claude Deppa (en) et le tromboniste Gary Valente. Le groupe se renomme In Co-Motion, avec l'arrivée de Steve Lodder (en) aux claviers et Sylvan Richardson (en) à la basse, avec un album en 1991. Ensuite Sheppard signe avec Blue Note Records pour Rhythm Method sorti en 1993. In Co-Motion s'agrandit et devient Big Co-Motion, et enregistre un album en public, Delivery Suite, au Ronnie Scott's de Londres, édité par Blue Note en 1994.
Revenu en Grande-Bretagne, Andy Sheppard enregistre deux disques sous son nom, le premier en 1987 avec Randy Brecker et Dave Buxton, le deuxième, Introductions in the Dark en 1989.
Il enregistre plusieurs disques pour le label britannique Provocateur, dont Dancing Man & Woman en 2000.
En 2005, il enregistre On the Edge of a Perfect Moment (Incipit) avec la pianiste Rita Marcotulli.
Il signe ensuite avec le label ECM, chez qui il publie en 2009 Movements in Colour puis Trio Libero, avec le bassiste Michel Benita et le batteur Sebastian Rochford (en).
En 2012, il organise une assemblée de saxophonistes, avec plus de 250 participants, il fait 2 concerts en Suisse.
En 2015, il publie un album en quartet, Surrounded by Sea avec Benita, Rochford et le guitariste Eivind Aarset, quartet avec lequel il enregistre également Romaria en 2018.

## Style
Andy Sheppard est un saxophoniste « intrigant et versatile ».

## Discographie

### Albums en tant que leader ou coleader
- 1987 : Andy Sheppard, avec notamment Randy Brecker et Nick Evans
- 1989 : Introductions in the Dark, avec notamment Dave Adams, Dave Buxton et Steve Lodder
- 1990 : Soft on the Inside, avec Han Bennink,Ernst Reijseger, Claude Deppa, Gary Valente, etc.
- 1990 : 66 Shades of Lipstick, avec Keith Tippett
- 1991 : In Co-Motion, avec Claude Deppa, Steve Lodder, Sylvan Richardson, Jr., David Adams
- 1993 : Rhythm Method, avec Dave Adams, Julian Argüelles, Claude Deppa, etc.
- 1994 : Delivery Suite
- 1995 : Inclassifiable, avec Steve Lodder et Naná Vasconcelos
- 1996 : Moving Image
- 1998 : Learning to Wave
- 2000 : Dancing Man & Woman
- 2001 : Nocturnal Tourist, avec John Parricelli
- 2001 : Music for a New Crossing, avec Kathryn Tickell
- 2003 : PS, avec John Parricelli
- 2005 : On the Edge of a Perfect Moment, avec Rita Marcotulli (Incipit)
- 2009 : Movements in Colour, avec John Parricelli, Eivind Aarset, Arild Andersen et Kuljit Bhamra
- 2012 : Trio Libero, avec Michel Benita et Sebastian Rochford
- 2015 : Surrounded by Sea, avec Eivind Aarset, Michel Benita et Sebastian Rochford
- 2018 : Romaria, avec Eivind Aarset, Michel Benita et Sebastian Rochford

Avec Carla Bley et Steve Swallow
- 1994 : Songs with Legs
- 2013 : Trios
- 2016 : Andando el tiempo
- 2020 : Life Goes On

### Comme sideman
Avec Carla Bley
- 1988 : Fleur Carnivore (Watt/ECM)

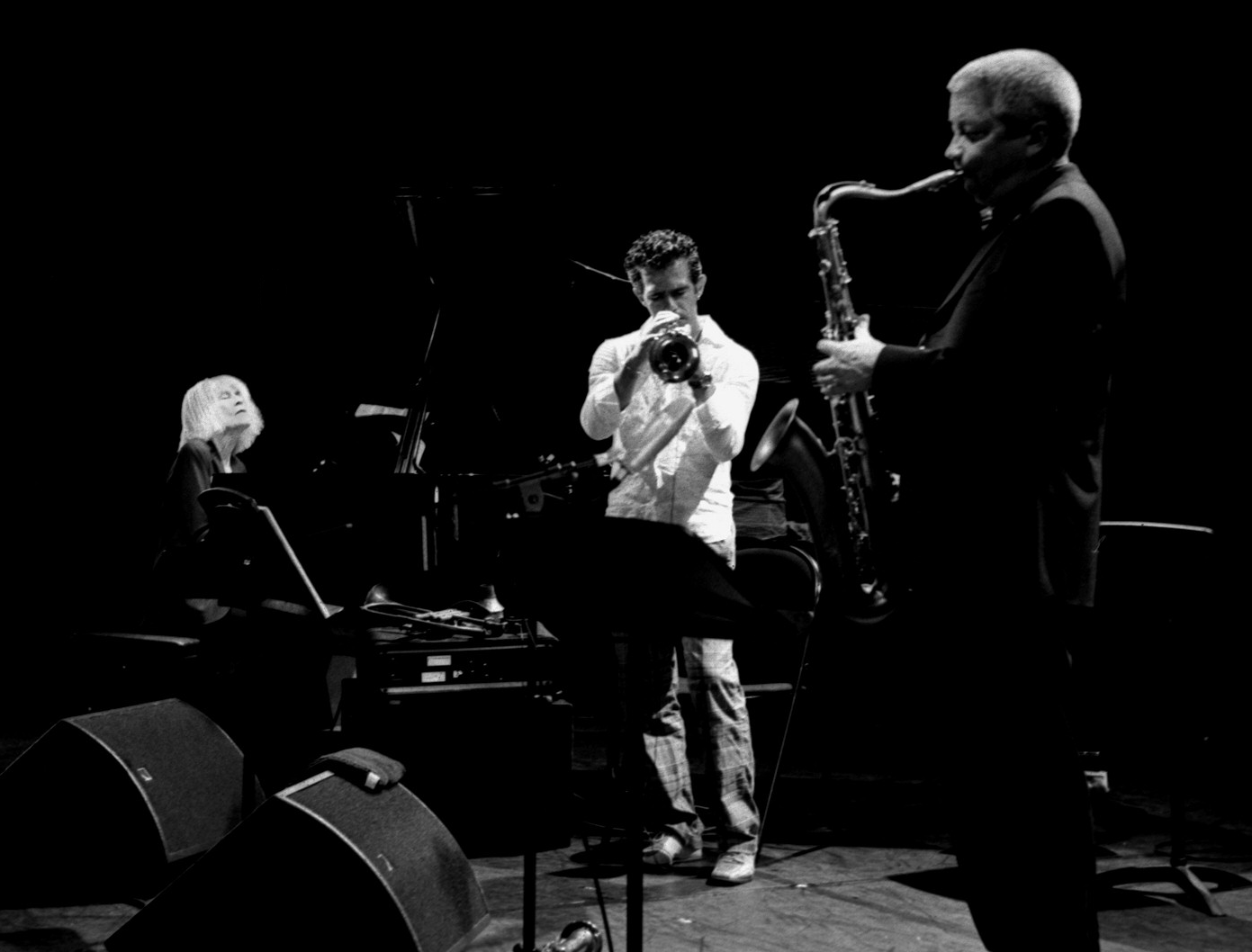
Andy Sheppard (à droite) avec Carla Bley et Paolo Fresu

- 1990 : The Very Big Carla Bley Band (Watt/ECM)
- 1993 : Big Band Theory (Watt/ECM)
- 1996 : The Carla Bley Big Band Goes to Church (Watt/ECM)
- 2000 : 4x4 (Watt/ECM)
- 2003 : Looking for America (Watt/ECM)
- 2004 : The Lost Chords (Watt/ECM)
- 2007 : The Lost Chords find Paolo Fresu (Watt/ECM)
- 2008 : Appearing Nightly (Watt/ECM)

Avec Joanna MacGregor
- 2006 : Deep River

Avec George Russell
- 1989 : The London Concert (Label Bleu)
- 2003 : The 80th Birthday Concert (Concept)

Avec Guillaume de Chassy
- 2015 : Shakespeare Songs